# Ivan bez Zemlje
Ivan I. "bez Zemlje" (1166. – 1216.) bio je engleski kralj.
Vladao je od 1199. godine. Bio je najmlađi sin Henrika II. od njegovih petero sinova. Prvotno je ostao bez posjeda koji bi mu donosili prihode pa je prozvan John Lackland (francuski: Sans Terre), "bez zemlje".
Dok je njegov stariji brat Rikard I. Lavljeg Srca bio u Trećem križarskom ratu pokušao mu je oteti krunu. Pokorio se bratu nakon njegova povratka, a po njegovoj smrti naslijedio ga je na prijestolju.
U ratovima s Francuskom izgubio je gotovo sve svoje francuske posjede. Slabljenje njegova položaja na kontinentu pratile su i domaće neprilike. Godine 1205. sukobio se s papom Inocentom III. zbog imenovanja nadbiskupa u Canterburyju. Papa je iz toga razloga na Englesku bacio interdikt 1208. i ekskomunicirao Ivana 1209. godine. Nastali neredi, a i visoki ratni troškovi u Walesu i Irskoj, uvjetovali su samovoljniji odnos Ivana prema velikašima i bezobzirnu poreznu politiku prema svim podanicima.
Godine 1213., bojeći se da ne izgubi prijestolje, Ivan se pokorio papi i priznao se njegovim vazalom pristavši da Engleska postane papin feud. Protiv njegova načina vladanja podigli su se velikaši i prisilili ga da 15. lipnja 1215. godine potpiše i objavi Veliku povelju sloboda (Magna carta libertatum) koja je ograničila kraljevu vlast i zajamčila temeljne slobode njegovim podanicima, kako velikašima, tako i slobodnjacima. Kako se nije kanio držati potpisane obveze, Ivan se obratio papi, koji ga je oslobodio prisege. Zbog toga je izbio građanski rat tijekom kojeg je Ivan umro.

## Supruge i djeca
Ivan je imao dvije žene:
- Izabela od Gloucestera
- Izabela od Angoulêmea

Ivan je imao djecu samo s drugom suprugom:
- Henrik III., kralj Engleske
- Rikard od Cornwalla
- Ivana Engleska, kraljica Škotske
- Izabela Engleska
- Eleonora od Leicestera